# Silabario inuktitut

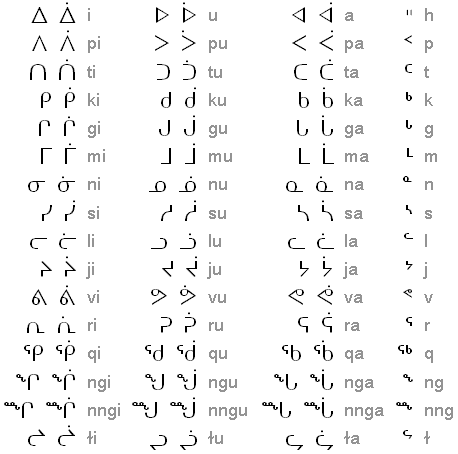
Silabario inuktitut. Los caracteres extra con puntos representan vocales largas; al ser romanizadas, la vocal es duplicada.

El silabario inuktitut  fue un tipo de silabario desarrollado a finales de la década de 1870 como el método de escritura del inuktitut (idioma de los inuit), y ha sido utilizado casi exclusivamente para la variedad hablada en la zona canadiense de Quebec, aunque recientemente ha comenzado a ser empleado también en el territorio de Nunavut.[cita requerida]
El silabario inuktitut original fue adaptado por los misioneros anglicanos John Horden y E.A. Watkins a partir del silabario que el reverendo James Evans creó para el idioma cree que, a su vez, era una modificación del que él mismo había creado antes para el ojibwa. El misionero Edmund Peck se encargaría de difundirlo por todo el territorio inuit.
La versión actual del silabario, que recibe el nombre de titirausiq nutaaq (en idioma esquimal: ), fue adoptada en 1976 por el Instituto de la Cultura Inuit y es una versión modificada y adaptada del silabario creado en el siglo XIX.